# 스난구

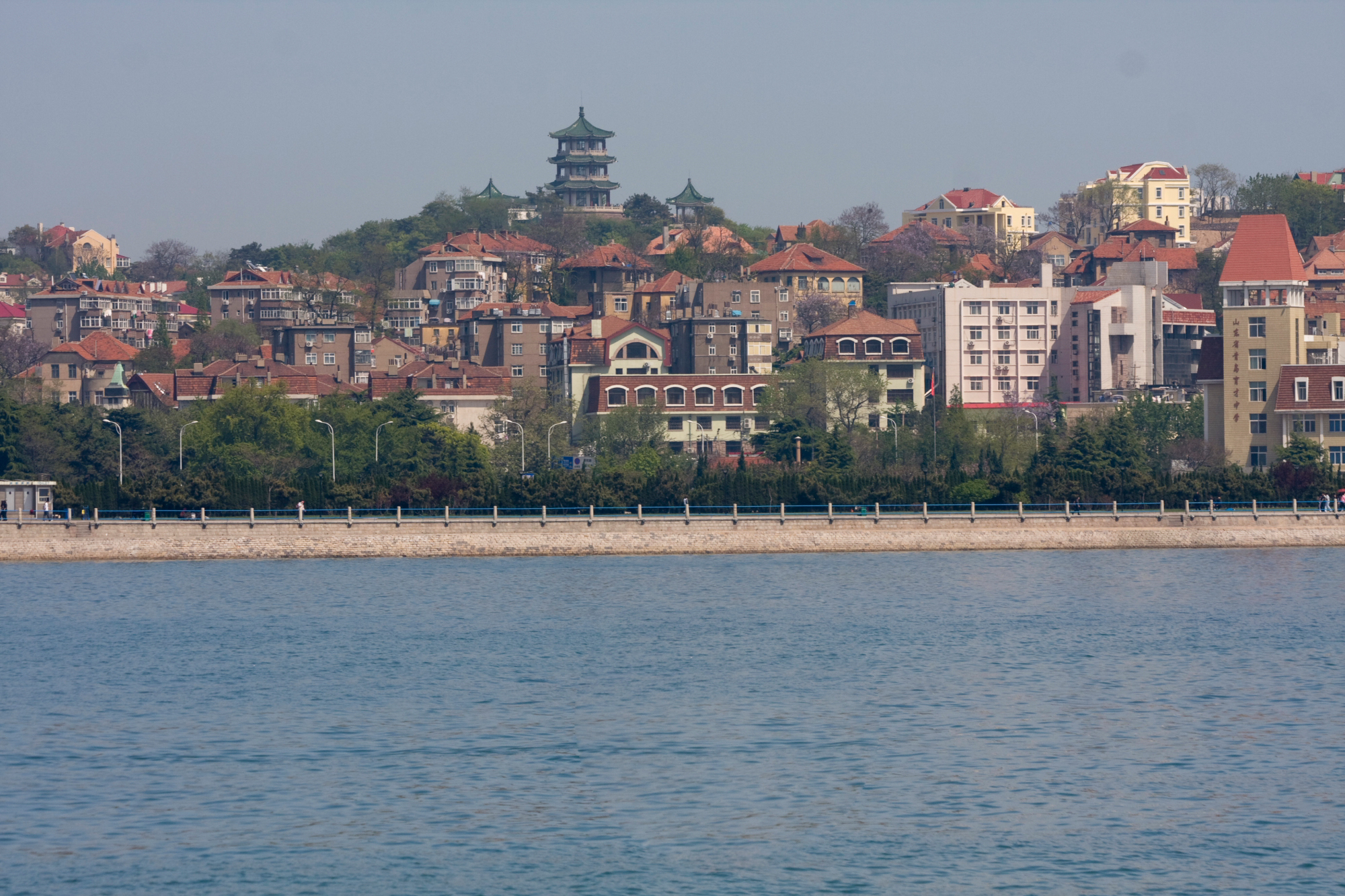

스난구(한국어: 시남구, 중국어: 市南区, 병음: Shìnán Qū)는 중화인민공화국 산둥성 칭다오시의 현급 행정구역이다. 넓이는 30km2이고, 인구는 2007년 기준으로 540,000명이다.

## 행정 구역
11개 가도를 관할한다.

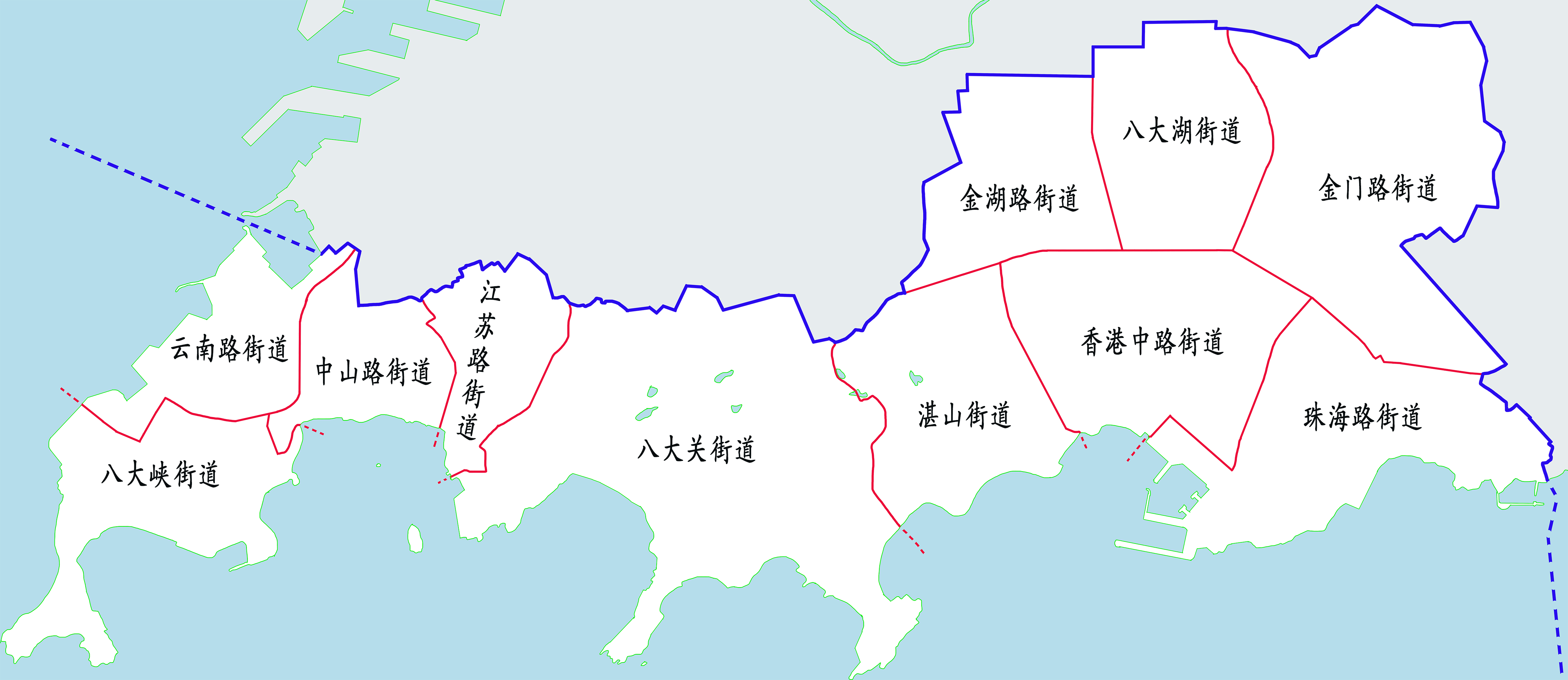
스난구 행정 구역

- 가도: 香港中路街道 , 八大峡街道 , 云南路街道 , 中山路街道 , 江苏路街道 ,  八大关街道 , 湛山街道 , 金湖路街道 , 八大湖街道 , 金门路街道 , 珠海路街道.